# Kalleby Kirke
Kalleby Kirke er en kampestenkirke i romansk stil beliggende ved Kalleby tæt på Fysing Å mellem Kalleby Sogns to landsbyer Skålby og Fysing i det sydlige Angel i Sydslesvig i den nordtyske delstat Slesvig-Holsten.
Kalleby Kirke er opført i kampesten i den forhenværende landsby Kalleby. Kirken er første gang dokumenteret 1196. Den var i middelalderen forbundet med det ved Langsøen beliggende Guldholm Kloster. Kirken er viet til Jomfru Maria. Grantidøbefonten er fra opførelsestiden. I koret findes et sakramentshus som gemme for monstrans og hostie i den katolske periode. Det sengotiske korbuekrucifiks er fra beygndelsen af 1500-tallet. Kruciffikset fortolker korset som livstræ. Den maneristiske prædikestol med scener fra Jesu liv er udført 1637 af den nederlandske kunstner Berend Cornelissen. Altertavlen er fra 1693. Motivet viser den sidste nadver. I årene 1901–1907 blev hvælvingerne og vindueåbningerne i kirken udsmykket med kalkmalerier. Motivet ved alteret er Maria og Johannes Døberen. Kirkens orgel er udført af den tyske orgelbygger Johann Daniel Busch i 1784. Det er placeret på pulpituret i kirkens vestende. Det nuværende tårn kom til i 1855.
Ifølge et lokalt folkesagn stjal menigheden engang en af Haddebys to kirkeklokker, men da de skulde sejle hjem over Slien, sank både båd og klokke. Siden høres klokken hver nytårsmorgen kl. 6 ringe i dybet.
Menigheden i Kalleby Sogn fusionerede i 1971 med nabo-menigheden i Moldened. Senere blev den slået sammen med menigheden i Brodersby. Den hører nu under den lutherske nordtyske kirke.
- Prædikestol med lydhimmel
- Alter med altertavle, kalkmalerier, alterskranke og knæfald
- Orgelpulpituret
- Kirken set fra Fysing Å (Løjt Å)